# 1615 Bardwell
Az 1615 Bardwell (ideiglenes jelöléssel 1950 BW) a Naprendszer kisbolygóövében található aszteroida. Goethe Link Observatory fedezte fel 1950. január 28-án.